# Glen Rea
Glen Charles Rea (Brighton, 3 settembre 1994) è un calciatore inglese naturalizzato irlandese, difensore o centrocampista del Worthing.

## Carriera

### Club
Cresce nelle giovanili del Brighton. Debutta in prima squadra l'11 agosto 2015 nella vittoria per 1-0 in casa del Southend United nel primo turno di Coppa di Lega.
Dopo mezza stagione in prestito al Southend United, viene ingaggiato dal Luton Town. In 7 stagioni ottiene con il club di Luton la doppia promozione, passando dalla League Two alla Championship. Il 31 gennaio passa in prestito al Wigan.

### Nazionale
Il 13 novembre 2014 è stato convocato nella rosa della nazionale irlandese Under-21. Il suo debutto è arrivato il 15 novembre con una sconfitta per 1-0 contro la nazionale Under-21 degli Stati Uniti. Segna il suo primo e unico gol con l'Irlanda alla sua seconda presenza due giorni dopo, nel 2-2 contro la Russia.

## Statistiche

### Presenze e reti nei club
Statistiche aggiornate al 20 maggio 2022.
| Stagione          | Squadra           | Campionato        | Campionato | Campionato | Coppe nazionali | Coppe nazionali | Coppe nazionali | Coppe continentali | Coppe continentali | Coppe continentali | Altre coppe | Altre coppe | Altre coppe | Totale | Totale |
| Stagione          | Squadra           | Comp              | Pres       | Reti       | Comp            | Pres            | Reti            | Comp               | Pres               | Retin              | Comp        | Pres        | Reti        | Pres   | Reti   |
| ----------------- | ----------------- | ----------------- | ---------- | ---------- | --------------- | --------------- | --------------- | ------------------ | ------------------ | ------------------ | ----------- | ----------- | ----------- | ------ | ------ |
| 2014-2015         | Brighton          | FLC               | 0          | 0          | -               | -               | -               | -                  | -                  | -                  | -           | -           | -           | 0      | 0      |
| ago. 2015         | Brighton          | FLC               | 0          | .0         | CdL             | 2               | 0               | -                  | -                  | -                  | -           | -           | -           | 2      | 0      |
| Totale Brighton   | Totale Brighton   | Totale Brighton   | 0          | 0          |                 | 2               | 0               |                    | -                  | -                  |             | -           | -           | 2      | 0      |
| 2015-gen. 2016    | Southend Utd      | FL1               | 14         | 0          | FACup           | 1               | 0               | -                  | -                  | -                  | -           | -           | -           | 15     | 0      |
| gen.-giu. 2016    | Luton Town        | FL2               | 10         | 0          | FACup+CdL       | 0               | 0               | -                  | -                  | -                  | -           | -           | -           | 10     | 0      |
| 2016-2017         | Luton Town        | FL2               | 39         | 2          | CdL+FACup       | 2+3             | 0+1             | -                  | -                  | -                  | -           | -           | -           | 44     | 3      |
| 2017-2018         | Luton Town        | FL2               | 46         | 1          | FACup+CdL       | 2+1             | 0               | -                  | -                  | -                  | -           | -           | -           | 49     | 1      |
| 2018-2019         | Luton Town        | FL1               | 22         | 1          | FACup+CdL       | 2+1             | 0               | -                  | -                  | -                  | -           | -           | -           | 25     | 1      |
| 2019-gen. 2020    | Woking            | FC                | 7          | 0          | -               | -               | -               | -                  | -                  | -                  | -           | -           | -           | 7      | 0      |
| gen.-giu. 2020    | Luton Town        | FLC               | 15         | 0          | FACup           | 1               | 0               | -                  | -                  | -                  | -           | -           | -           | 16     | 0      |
| 2020-2021         | Luton Town        | FLC               | 40         | 3          | CdL+FACup       | 1+1             | 0               | -                  | -                  | -                  | -           | -           | -           | 42     | 3      |
| 2021-gen. 2022    | Luton Town        | FLC               | 12         | 0          | FACup           | 0               | 0               | -                  | -                  | -                  | -           | -           | -           | 12     | 0      |
| Totale Luton Town | Totale Luton Town | Totale Luton Town | 184        | 7          |                 | 14              | 1               |                    | -                  | -                  |             | -           | -           | 198    | 8      |
| gen.-giu. 2022    | Wigan             | FL1               | 3          | 0          | FACup           | 1               | 0               | -                  | -                  | -                  | -           | -           | -           | 4      | 0      |
| Totale Carriera   | Totale Carriera   | Totale Carriera   | 208        | 7          |                 | 18              | 1               |                    | -                  | -                  |             | -           | -           | 226    | 8      |

## Palmarès

### Club

#### Competizioni nazionali
- Football League One: 1

Luton Town: 2018-2019